# Hermann Brauneck
Hermann Max-Gustav Brauneck (* 19. Dezember 1894 in Sulzbach/Saar; † 27. Juli 1942 in Kertsch) war ein deutscher Chirurg und SA-Führer.

## Biografie

### Ausbildung und Beruf
Brauneck leistete nach dem Abschluss seiner Schullaufbahn ab 1913 Militärdienst im Deutschen Heer und nahm als Soldat der Kaiserlichen Marine zuletzt im Rang eines Oberleutnants am Ersten Weltkrieg teil. Danach absolvierte er ein Studium der Medizin und promovierte später zum Dr. med. Von 1920 bis 1930 war Brauneck als Assistenzarzt in Bremen tätig und erhielt 1922 seine Approbation. Danach war Brauneck bis 1933 als niedergelassener Chirurg tätig.

### Zeit des Nationalsozialismus
Brauneck trat zum 1. April 1931 der NSDAP (Mitgliedsnummer 496.265) und zum 1. August desselben Jahres der SA bei. Ab 1933 amtierte Brauneck als Staatskommissar für das Bremer Gesundheitswesen und war von Oktober 1933 bis 1935 Präsident der Behörde für das Gesundheitswesen in Bremen. Zudem leitete er ab 1933 im Gau Weser-Ems das Rassenpolitische Amt der Partei, wurde 1934 Gauobmann im NS-Ärztebund und war Richter am Erbgesundheitsgericht. Brauneck wurde im Sommer 1934 von DRK-Präsident Carl Eduard (Sachsen-Coburg und Gotha) zum Präsidenten des Deutschen Roten Kreuzes, Landes-Männerverein Oldenburg-Bremen, berufen. Von 1935 bis 1936 war er Chef des Gauamts für Volksgesundheit und danach Hauptstellenleiter Hauptamt für Volksgesundheit (HAVG). Im Februar 1936 wechselte Brauneck zum Ministerialrat befördert in das Reichsministerium des Inneren. Ab 1937 arbeitete Brauneck hauptamtlich für die SA und wurde Leiter des Sanitätshauptamtes der Obersten SA-Führung. In Berlin übernahm er zudem den stellvertretenden Vorsitz beim Reichsausschuss zum Schutze des deutschen Blutes und gehörte dem Beirat der Reichsärztekammer an. Im April 1938 wurde Brauneck erfolglos vorgeschlagen, in den bedeutungslosen Deutschen Reichstag einzuziehen. Während der Reichsparteitage in Nürnberg war Brauneck verantwortlich für die gesundheitliche Betreuung der „Marschteilnehmer“. In der SA stieg Brauneck im November 1937 bis zum SA-Obergruppenführer (S) auf.
Nach Beginn des Zweiten Weltkrieges leistete Brauneck bis 1940 Militärdienst. Ab 1942 war Brauneck Inspekteur des SA-Sanitätswesens. Als Oberstabsarzt der Kriegsmarine nahm Brauneck am Deutsch-Sowjetischen Krieg teil. Am 27. Juli 1942 starb Brauneck in Kertsch während Kampfhandlungen. Brauneck ist auf der Kriegsgräberstätte Sewastopol-Gontscharnoje begraben.